# Japan Studio
Japan Studio è stato uno studio di sviluppo di videogiochi giapponese sussidiario di Sony Interactive Entertainment, conosciuto soprattutto per le serie Ape Escape, The Legend of Dragoon, LocoRoco, Patapon, Gravity Rush, Knack, i giochi del Team ICO (ICO, Shadow of the Colossus, The Last Guardian), Demon's Souls, Bloodborne e Astro's Playroom.
Il primo aprile del 2021, lo studio è stato chiuso e parte del suo personale è confluito nel Team Asobi che, in passato, era una divisione interna dello stesso Japan Studio e ha lavorato sulle serie The Playroom  e Astro.

## Storia
Il Japan Studio è stato fondato a Tokyo il 16 novembre 1993. È stato il primo studio first-party di Sony e, durante i suoi primi anni è stato gestito in modo simile a Sony Music Entertainment: i produttori  cercavano dei talenti creativi e li coltivavano per sviluppare nuovi giochi. Tra i risultati di questa metodologia di lavoro si possono annoverare PaRappa the Rapper di Masaya Matsuura e Everybody's Golf di Masashi Muramori.
Shūhei Yoshida ha diretto il Japan Studio dal 1996 fino al 2000 e in tale arco temporale ha creato vari team di sviluppo interni, assunto nuovo personale e fornito assistenza a studi esterni che hanno creato titoli esclusivi per PlayStation poi pubblicati da Sony. Nuovi giochi come Ape Escape e The Legend of Dragoon sono il risultato dell'approccio di Yoshida, come lo sono anche il Team Ico che ha sviluppato Ico e, Polyphony Digital che ha sviluppato Gran Turismo e in seguito è diventata uno studio first-party Sony indipendente. Gli ultimi anni di vita della PlayStation hanno ricevuto un forte supporto dagli studi third-party che hanno prodotto giochi del calibro di Final Fantasy VII e Metal Gear Solid. Secondo Yoshida ciò ha portato Sony a una certa compiacenza nel fare affidamento su giochi di terze parti per supportare le console future, tanto che la supervisione dei giochi first-party non era più vista come qualcosa di prioritario. Sebbene le produzioni dello studio siano state molto solide durante gli anni di PlayStation 2, esso ha faticato a pubblicare giochi di successo durante l'era di PlayStation 3. Sempre secondo Yoshida, le cause di questo fatto sono da ricercare nelle metodologie di sviluppo praticate in Giappone che, descrive come "basilari e dal basso verso l'alto" senza una chiara visione di ciò che sarà il gioco finale; fatta eccezione per persone come Kazunori Yamauchi o Fumito Ueda che secondo lui posseggono le giuste abilità per dirigere questo tipo di prodotti. Allen Becker, che ha guidato lo studio a partire dal 2011, ha detto che la conformità sviluppatasi al suo interno durante le ere di PlayStation 2 e PlayStation 3 ha causato un declino dal punto di vista degli strumenti e delle metodologie di sviluppo utilizzati per produrre i propri giochi.
Yoshida ha assunto il pieno controllo di Japan Studio nel 2008, nel momento in cui la PlayStation 3 era sul mercato e Sony si stava preparando a lanciare la PlayStation 4 e la PlayStation Vita, progetti che Yoshida stava seguendo personalmente e che gli hanno impedito di dedicarsi completamente allo studio. In quel periodo, i giochi mobile e quelli casual iniziarono a diventare un fattore importante per il mercato dei videogiochi asiatico e guidarono la competizione contro i giochi per console. Sony si accorse che in Giappone, dove il focus si era spostato sui giochi per cellulare, mancava il supporto tripla-A delle terze parti per la PlayStation Vita e si affidò così ai propri studi interni tra cui Japan Studio.
Per rimettere in carreggiata Japan Studio, Sony ha chiamato alla sua guida Allen Becker, il fondatore e direttore del Santa Monica Studio. Becker ha dovuto fare delle scelte difficili terminando, degli all'incirca 40 giochi che erano in produzione, lo sviluppo di quelli che difficilmente avrebbero avuto successo, e implementando processi di sviluppo simili a quelli degli studi occidentali di Sony. Con l'approccio di Becker, lo studio è stato in grado di pubblicare titoli come Puppeteer, Rain e Knack, più brevi e coesi rispetto al passato ma ancora in grado di riflettere l'approccio giapponese ai videogiochi. Sempre durante questo periodo, è stata posto l'accento su The Last Guardian, l'atteso terzo titolo di Fumito Ueda in sviluppo da oltre sei anni e finalmente pubblicato nel 2016.
Tra la fine del 2020 e l'inizio del 2021, diverse figure di alto livello del Japan Studio hanno annunciato che avrebbero lasciato l'azienda. Delle fonti hanno raccontato al sito Video Games Chronicle che Sony non aveva rinnovato la maggior parte dei contratti al di fuori di quelli  dei membri del Team Asobi perché, lo studio non era considerato abbastanza redditizio per proseguire con lo sviluppo di ulteriori giochi. In un comunicato, Sony ha dichiarato che a partire dal 1 aprile 2021, Japan Studio ruoterà attorno al Team Asobi per sfruttare la popolarità del titolo Astro's Playroom. Prima e subito dopo il 1 aprile 2021, ulteriori membri dello staff di Japan Studio hanno annunciato la loro partenza. Il Team Asobi è divenuto parte dei PlayStation Studios nel Giugno del 2021.

## Team principali
Il Japan Studio era formato da diversi team di sviluppo interni che sono stati poi sciolti o si sono separati e per diventare studi indipendenti.

### Polys Entertainment
Polys Entertainment è stato fondata nel 1994 come team interno al Japan Studio ed è poi stato separato da esso per diventare Polyphony Digital dopo il successo del gioco Gran Turismo.
| Anno di uscita | Titolo                  | Piattaforma |
| -------------- | ----------------------- | ----------- |
| 1994           | Motor Toon Grand Prix   | PlayStation |
| 1996           | Motor Toon Grand Prix 2 | PlayStation |
| 1997           | Gran Turismo            | PlayStation |

### Team Ico
Il Team Ico è stato guidato da Fumito Ueda e ha sviluppato i videogiochi Ico e Shadow of the Colossus. È stato sciolto a seguito della dipartita di Ueda dal Japan Studio per fondare lo studio genDESIGN.
| Anno di uscita | Titolo                 | Piattaforma   | Note                                       |
| -------------- | ---------------------- | ------------- | ------------------------------------------ |
| 2001           | Ico                    | PlayStation 2 |                                            |
| 2005           | Shadow of the Colossus | PlayStation 2 |                                            |
| 2016           | The Last Guardian      | PlayStation 4 | Lo sviluppo è passato a genDESIGN nel 2014 |

### Team Gravity/Project Siren
Il Team Gravity, conosciuto anche come Project Siren è stato un team formato nel 1999 da ex membri del Team Silent, i creatori di Silent Hill. Il team era guidato da Keiichirō Toyama che, assieme ai designer Kazunobu Sato e Junya Okura ha lasciato il Japan Studio nel 2020 per formare il Bokeh Game Studio.
| Anno di uscita | Titolo                  | Piattaforma      |
| -------------- | ----------------------- | ---------------- |
| 2003           | Forbidden Siren         | PlayStation 2    |
| 2006           | Forbidden Siren 2       | PlayStation 2    |
| 2008           | Siren: Blood Curse      | PlayStation 3    |
| 2012           | Gravity Rush            | PlayStation Vita |
| 2015           | Gravity Rush Remastered | PlayStation 4    |
| 2017           | Gravity Rush 2          | PlayStation 4    |

### Team Asobi
Team Asobi è stato fondato nel 2012 da Nicolas Doucet. Nell'aprile del 2021 è stato separato formalmente da Japan Studio (che ha cessato di esistere) ed è diventato un team indipendente parte dei PlayStation Studios.

## Videogiochi
| Titolo                                                                   | Data di uscita    | Data di uscita    | Piattaforma                         |
| ------------------------------------------------------------------------ | ----------------- | ----------------- | ----------------------------------- |
| Ape Escape                                                               | 22 giugno 1999    | 2 luglio 1999     | PlayStation                         |
| The Legend of Dragoon                                                    | 2 dicembre 1999   | 19 gennaio 2001   | PlayStation                         |
| Pipo Saru 2001                                                           | 5 luglio 2001     | Non pubblicato    | PlayStation 2                       |
| Ape Escape 2                                                             | 18 luglio 2001    | 14 marzo 2003     | PlayStation 2                       |
| Ico                                                                      | 6 dicembre 2001   | 22 marzo 2002     | PlayStation 2                       |
| Siren                                                                    | 6 novembre 2003   | 12 marzo 2004     | PlayStation 2                       |
| Ape Escape Academy                                                       | 30 dicembre 2004  | 1 settembre 2005  | PlayStation Portable                |
| Ape Escape: On The Loose/P                                               | 17 marzo 2005     | 5 maggio 2006     | PlayStation Portable                |
| Ape Escape 3                                                             | 14 luglio 2005    | 5 maggio 2006     | PlayStation 2                       |
| Siren 2                                                                  | 9 febbraio 2006   | 4 agosto 2006     | PlayStation 2                       |
| LocoRoco                                                                 | 13 luglio 2006    | 23 giugno 2006    | PlayStation Portable                |
| Piyotama                                                                 | 22 giugno 2007    | 14 dicembre 2007  | PlayStation 3                       |
| LocoRoco Cocoreccho                                                      | 20 settembre 2007 | 20 settembre 2007 | PlayStation 3                       |
| The Eye of Judgment                                                      | 25 ottobre 2007   | 2 ottobre 2007    | PlayStation 3                       |
| Patapon                                                                  | 20 dicembre 2007  | 22 febbraio 2008  | PlayStation Portable                |
| Echochrome                                                               | 19 marzo 2008     | 4 luglio 2008     | PlayStation 3, PlayStation Portable |
| Siren: Blood Curse                                                       | 15 luglio 2008    | 29 ottobre 2008   | PlayStation 3                       |
| The Last Guy                                                             | 31 luglio 2008    | 28 agosto 2008    | PlayStation 3                       |
| Patapon 2                                                                | 27 novembre 2008  | 6 marzo 2009      | PlayStation Portable                |
| LocoRoco 2                                                               | 4 dicembre 2008   | 21 novembre 2008  | PlayStation Portable                |
| White Knight Chronicles (in collaborazione con Level-5)                  | 25 dicembre 2008  | 26 febbraio 2010  | PlayStation 3                       |
| Demon's Souls (in collaborazione con FromSoftware)                       | 5 febbraio 2009   | 24 giugno 2010    | PlayStation 3                       |
| Trash Panic                                                              | 19 marzo 2009     | 4 giugno 2009     | PlayStation 3                       |
| Numblast                                                                 | 18 giugno 2009    | 2 luglio 2009     | PlayStation 3                       |
| Patchwork Heroes                                                         | 18 febbraio 2010  | 18 marzo 2010     | PlayStation Portable                |
| White Knight Chronicles II (in collaborazione con Level-5)               | 8 luglio 2010     | 8 giugno 2011     | PlayStation 3                       |
| Kung Fu Rider                                                            | 21 ottobre 2010   | 17 settembre 2010 | PlayStation 3                       |
| No Heroes Allowed                                                        | 2 novembre 2010   | 3 marzo 2011      | PlayStation Portable                |
| Ape Escape Fury! Fury!                                                   | 9 dicembre 2010   | 24 giugno 2011    | PlayStation 3                       |
| Echochrome II                                                            | 23 dicembre 2010  | 22 dicembre 2010  | PlayStation 3                       |
| White Knight Chronicles: Origins (in collaborazione con Matrix Software) | 3 febbraio 2011   | 8 giugno 2011     | PlayStation Portable                |
| Patapon 3                                                                | 28 aprile 2011    | 15 aprile 2011    | PlayStation Portable                |
| Bleach: Soul Ignition                                                    | 23 giugno 2011    | 16 settembre 2011 | PlayStation 3                       |
| Gravity Rush                                                             | 9 febbraio 2012   | 1 giugno 2012     | PlayStation Vita                    |
| Tokyo Jungle                                                             | 7 giugno 2012     | 26 settembre 2012 | PlayStation 3                       |
| Soul Sacrifice                                                           | 7 marzo 2013      | 3 maggio 2013     | PlayStation Vita                    |
| Rain                                                                     | 3 ottobre 2013    | 2 ottobre 2013    | PlayStation 3                       |
| Puppeteer                                                                | 5 settembre 2013  | 11 settembre 2013 | PlayStation 3                       |
| The Playroom                                                             | 15 novembre 2013  | 29 novembre 2013  | PlayStation 4                       |
| Knack                                                                    | 22 febbraio 2014  | 29 novembre 2013  | PlayStation 4                       |
| Soul Sacrifice Delta                                                     | 6 marzo 2014      | 13 maggio 2014    | PlayStation Vita                    |
| Bloodborne (in collaborazione con FromSoftware)                          | 26 marzo 2015     | 25 marzo 2015     | PlayStation 4                       |
| Deep Down (in collaborazione con Capcom)                                 | Non pubblicato    | Non pubblicato    | PlayStation 4                       |
| The Playroom VR                                                          | 2016              | ottobre 2016      | PlayStation 4                       |
| The Last Guardian                                                        | 6 dicembre 2016   | 7 dicembre 2016   | PlayStation 4                       |
| Gravity Rush 2                                                           | 19 gennaio 2017   | 18 gennaio 2017   | PlayStation 4                       |
| Knack II                                                                 | 6 settembre 2017  | 28 settembre 2017 | PlayStation 4                       |
| Astro Bot Rescue Mission                                                 | 4 ottobre 2018    | 2 ottobre 2018    | PlayStation 4                       |
| Astro's Playroom                                                         | 12 novembre 2020  | 19 novembre 2020  | PlayStation 5                       |
| Demon's Souls Remake (in collaborazione con Bluepoint Games)             | 12 novembre 2020  | 12 novembre 2020  | PlayStation 5                       |